# Tournoi de tennis de Gaiba
Le tournoi de tennis de Gaiba est un tournoi de tennis féminin du circuit professionnel WTA qui se joue sur gazon en extérieur.
Il est créé en 2022 pour rejoindre les tournois classés en WTA 125. L'épreuve est placée dans le calendrier féminin avant le tournoi de Wimbledon. Le tournoi se déroule à Gaiba, dans la région de Vénétie en Italie, au sein du club Gaiba Tennis Club.

## Palmarès

### Simple
| No | Date       | Nom et lieu du tournoi                                             | Catégorie | Dotation  | Surface      | Vainqueure          | Finaliste     | Score         |         |
| -- | ---------- | ------------------------------------------------------------------ | --------- | --------- | ------------ | ------------------- | ------------- | ------------- | ------- |
| 1  | 13-06-2022 | Veneto Open - Internazionali Confindustria Venezia e Rovigo, Gaiba | WTA 125   | 115 000 $ | Gazon (ext.) | Alison Van Uytvanck | Sara Errani   | 6-4, 6-3      | Tableau |
| 2  | 19-06-2023 | Veneto Open, Gaiba                                                 | WTA 125   | 115 000 $ | Gazon (ext.) | Ashlyn Krueger      | Tatjana Maria | 3-6, 6-4, 7-5 | Tableau |
| 3  | 17-06-2024 | Veneto Open, Gaiba                                                 | WTA 125   | 115 000 $ | Gazon (ext.) | Alycia Parks        | Bernarda Pera | 6-3, 6-1      | Tableau |

### Double
| No | Date       | Nom et lieu du tournoi                                            | Catégorie | Dotation  | Surface      | Vainqueures                  | Finalistes                             | Score            |         |
| -- | ---------- | ----------------------------------------------------------------- | --------- | --------- | ------------ | ---------------------------- | -------------------------------------- | ---------------- | ------- |
| 1  | 13-06-2022 | Veneto Open - Internazionali Confindustria Venezia e Rovigo Gaiba | WTA 125   | 115 000 $ | Gazon (ext.) | Madison Brengle Claire Liu   | Vitalia Diatchenko Oksana Kalashnikova | 6-4, 6-3         | Tableau |
| 2  | 19-06-2023 | Veneto Open Gaiba                                                 | WTA 125   | 115 000 $ | Gazon (ext.) | Han Na-lae Jang Su-jeong     | Weronika Falkowska Katarzyna Piter     | 6-3, 3-6, [10-6] | Tableau |
| 3  | 17-06-2024 | Veneto Open Gaiba                                                 | WTA 125   | 115 000 $ | Gazon (ext.) | Hailey Baptiste Alycia Parks | Miriam Kolodziejová Anna Sisková       | 7-64, 6-2        | Tableau |